# Lomsjöskogen
Lomsjöskogen este o arie protejată (arie specială de conservare — SAC, sit de importanță comunitară — SCI) din Suedia întinsă pe o suprafață de 31,4 ha, integral pe uscat.

## Localizare
Centrul sitului Lomsjöskogen este situat la coordonatele 59°10′16″N 16°57′15″E / 59.1712°N 16.9543°E.

## Înființare
Situl Lomsjöskogen a fost declarat sit de importanță comunitară în decembrie 1998 pentru a proteja un număr necunoscut de specii din flora spontană și fauna sălbatică aflate în arealul zonei. Situl a fost protejat și ca arie specială de conservare în martie 2011.

## Biodiversitate
Situată în ecoregiunea boreală, aria protejată conține 4 habitate naturale: Taiga vestică, Mlaștini împădurite, Mlaștini turboase de tranziție și turbării mișcătoare, Lacuri și iazuri distrofice naturale.
La baza desemnării sitului se află un număr nedeclarat de specii protejate.